# The Twins, Östantarktis
The Twins är en bergstopp i Antarktis. Den ligger i Östantarktis. Australien gör anspråk på området. Toppen på The Twinsär 31 meter över havet.
Terrängen runt The Twins är platt. Trakten är obefolkad. Det finns inga samhällen i närheten.